# Saint-Étienne-de-Tulmont
Saint-Étienne-de-Tulmont es una población y comuna francesa, en la región de Mediodía-Pirineos, departamento de Tarn y Garona, en el distrito de Montauban y cantón de Nègrepelisse.

## Demografía
| 827 | 971 | 1293 | 1800 | 2210 | 2556 |
| Para los censos de 1962 a 1999 la población legal corresponde a la población sin duplicidades (Fuente: INSEE [Consultar]) |     |      |      |      |      |